# Adonisea parmeliana
Adonisea parmeliana är en fjärilsart som beskrevs av Edwards 1882. Adonisea parmeliana ingår i släktet Adonisea och familjen nattflyn. Inga underarter finns listade i Catalogue of Life.